# Synchlora liquoraria
Synchlora liquoraria là một loài bướm đêm trong họ Geometridae.